# Сичили (Салерно)
Сичили је насеље у Италији у округу Салерно, региону Кампанија.
Према процени из 2011. у насељу је живело 364 становника. Насеље се налази на надморској висини од 126 м.